# Órajel
Az órajel az elektronikában és a szinkron digitális hálózatokban (tehát például a legtöbb számítógépben) egy olyan jel, amely két vagy több áramkör tevékenységét koordinálja. Az órajel egy alacsony és egy magas jelszint között oszcillál, és általában közel négyszögjel alakú. Az áramkörök, amiket az órajel szinkronizál, aktivizálódhatnak az órajel lefutó vagy a felfutó élére, vagy mindkettőre (mint például a DDR SDRAM).
Egyes analóg és digitális elemeket is tartalmazó áramkörökben, mint például A/D átalakítók, négyszögjel helyett szinuszhullámot használnak.

## Az órajel a PC környezetben
Egy számítógép teljesítményét az órajel alapvetően meghatározza. Az órajelet a vezérlőkvarc (órajeladó) hozza létre, amely vagy közvetlenül integrálva van a processzorba, vagy azon kívül helyezkedik el. A rendszeróra folyamatosan, periodikusan jeleket szolgáltat. Két ilyen jel ad ki egy processzorciklust. Az egyszerű utasításokat kevesebb, míg a bonyolultabbakat több processzorciklus alatt hajtja végre a processzor. Két processzorciklus alkot egy sínciklust, melyek során a processzor a memóriához fordul. Az első ciklus során a memória címzése történik meg, a második ciklus alatt a processzor az utasítást közli.
Az órajel a PC munkaüteme és megahertz-ben (MHz) vagy gigahertzben (GHz) adják meg. Egy Hertz az a frekvencia, amely 1 másodperc alatt egy rezgést végez. A 3 GHz (=3000 MHz) azt jelenti, hogy a kvarc másodpercenként 3 milliárdszor rezeg. Ez a rezgés határozza meg az utasítások végrehajtásának gyorsaságát. Általában azt lehet mondani, hogy minél magasabb az órajel, annál gyorsabban tud a számítógép dolgozni. Ha a rendszeróra frekvenciáját növeljük, akkor a processzor gyorsabban fogja végrehajtani az utasításokat.